# 16268 Mcneeley
16268 Mcneeley (2000 JD44) là một tiểu hành tinh vành đai chính được phát hiện ngày 7 tháng 5 năm 2000 bởi nhóm nghiên cứu tiểu hành tinh gần Trái Đất phòng thí nghiệm Lincoln ở Socorro.